# Pražského povstání
Pražského povstání – stacja linii C metra praskiego (odcinek I.C), położona w dzielnicy Pankrác pod ulicą Na Pankráci i placem Bohaterów (náměstí Hrdinů).
Nazwa stacji nawiązuje do powstania praskiego z maja 1945 roku.